# Chiappeavis
Chiappeavis ist eine ausgestorbene Gattung der Enantiornithes. Der Gattungsname ehrt den amerikanischen Paläontologen Luis María Chiappe und kombiniert seinen Namen mit dem lateinischen aves „Vogel“.
Die einzig bekannte Art heißt Chiappeavis magnapremaxillo. Die Artenbezeichnung ist eine Kombination aus dem lateinischen magnus „groß“ und der Prämaxilla.
Die Benennung und Beschreibung erfolgte 2015 durch Jingmai K. O’Connor, Xiaoli Wang, Xiaoting Zheng, Han Hu, Xiaomei Zhang und Zhonghe Zhou.

## Überreste
Das einzige bekannte Fossil (Holotyp STM29-11) wurde in der Jiufotang-Formation entdeckt, welche im heutigen China liegt. Die Überreste werden auf ca. 120 Millionen Jahre alt geschätzt. Es zeigt ein fast vollständiges Skelett mit Schädel. Umfangreiche Reste des Gefieders sind erhalten geblieben. Abdrücke der Flügel und des Schwanzes sind deutlich sichtbar. Obwohl die Steuerfedern des Holotyps schlecht erhalten sind (ohne Rhachis), können in einigen Bereichen Widerhaken festgestellt werden, die ein Fischgrätenmuster erzeugen. Es ist ein junges erwachsenes Exemplar.

## Besonderheiten
Chiappeavis hatten ungefähr zehn Steuerfedern, die sich überlappten und somit eine Tragfläche bildeten. Die mittleren beiden Federn waren die längsten (ca. 74 mm) und die äußersten die kürzesten (ca. 56 mm). Die Handschwingen haben eine maximale Länge von 140 mm und sind viel breiter als die Steuerfedern.
Die Gattung kann, durch eine Reihe einzigartiger Merkmale, von verwandten Gattungen unterschieden werden:
- Der konvexe unteren Rand des Zwischenkieferbeins[1]
- Der lange Nasenfortsatz des Zwischenkieferbeins[1]
- Ein Kreuzbein, bestehend aus acht Wirbeln[1]
- Der konkave Außenrand der inneren Trabekel[1]
- Das geneigte obere Ende des Schienbeins.[1]